# Desa Nylabu Daya
Desa Nylabu Daya är en administrativ by i Indonesien.   Den ligger i provinsen Jawa Timur, i den västra delen av landet, 700 km öster om huvudstaden Jakarta. Desa Nylabu Daya ligger på ön Madura.